# The Jeff Corwin Experience
The Jeff Corwin Experience ou As aventuras de Jeff Corwin (Português Brasileiro) é um programa do mundo animal que tem origem nos Estados Unidos e é apresentado pelo biólogo Jeff Corwin e foi transmitido originalmente pelo canal Animal Planet a partir de 2001. O apresentador já havia aparecido antes em um outro programa intitulado Going Wild With Jeff Corwin no Disney Channel.

## Resumo
No programa, Jeff Corwin saiu pelo mundo para ficar cara a cara com alguns dos animais mais lindos e temidos do planeta. Em suas três temporadas, ele fala sobre a importância de se preservar os recursos naturais e proteger as espécies ameaçadas, explicando o comportamento das muitas espécies que encontrou e que as pessoas muitas vezes tem medo.
Jeff Corwin, os mistérios e a vida de diversos animais em vários países, entre eles, a Índia, as selvas da Tailândia, Ilha de Bornéu e Ilhas Galápagos na costa da Equador e Guiana na América do Sul, Austrália e Tanzânia também fizeram parte, assim como México, Peru e Quênia e Uganda na África.
O programa tem um valor educacional, mas é produzido para entreter também. Jeff é muitas vezes mordido ou quase mordido pelos animais que está descrevendo.

## Dublagem
Jeff Corwin - Duda Espinoza & Wellington Lima            